# خالد الجميلي
خالد الجميلي إعلامي قطري وشخصية تلفزيونية ومقدم برنامج نجوم العلوم في موسميه الأول حتى السابع، تميز دائماً بتقديم أعمال بارزة طوال مسيرته المهنية، التي غطت العديد من أنواع وسائل الإعلام، قبل أن يصبح معروفاً من خلال تقديم برنامج نجوم العلوم بطريقة مشوقة منذ الموسم الأول، كان الجميلي أول شاب قطري يعمل في القسم الفرنسي في إذاعة قطر عام 2006 حيث عمل مذيعاً ومقدم برامج حوارية باللغة الفرنسية حاور من خلالها شخصيات عديدة ومهمة في المجتمع القطري. درس الجميلي كلاً من الحقوق وإدارة الأعمال والصحافة كما يتقن اللغة العربية والفرنسية والإنجليزية وحصل مؤخراً على درجة الماجستير في الإعلام في فرنسا.

## المهنة والعمل
انضم الجميلي لوكالة الإعلام الخارجي كمحرر وراصد إخباري غير أن الإذاعة والتلفزيون كانا شغفه الأول فانتقل إلى قناة الدوري والكأس الرياضية حيث غطى معها العديد من البطولات المحلية والدولية مثل دورة الألعاب الآسيوية 2006 في الدوحة، وكأس الأمم الإفريقية لكرة القدم 2008 في غانا، وبطولة أمم أوروبا لكرة القدم في سويسرا والنمسا، ودورة الألعاب الأولمبية في بكين عام 2008 إضافة إلى ذلك قام بتقديم [حفل افتتاح كأس العالم لكرة اليد2015] في [الدوحة]
في عام 2008 ومع الانطلاقة الأولى لقناة الدوحة – القناة المخصصة للاحتفالات باليوم الوطني في دولة قطر – استفتح الجميلي بث القناة رفقة زملاءه واستضاف في الاستديو الرئيسي مجموعة من المسؤولين الحكوميين والوزراء وصناع القرار والمؤرخين والفنانين ومختلف أفراد المجتمع، كما ان لديه برنامج"شد حيلك"الذي يعرض على قناة الريان خلال شهر رمضان المبارك وهو برنامج مسابقات متنوع الاسألة رياضية-اجتماعية-ثقافية وتاريخية وإضافة إلى ذلك يقوم الجميلي بالتعليق على برنامج "امن السواحل"الذي يعرض أيضا على قناة الريان بأسلوب شيق وجذاب

## نجوم العلوم
انضم خالد الجميلي إلى برنامج نجوم العلوم عند إطلاقه من قِبل مؤسسة قطر في عام 2009 وهو فخور لكونه جزءاً من هذا البرنامج الذي يرفع مستوى الوعي والاهتمام بالعلوم والتكنولوجيا ويساهم في تسريع تطوير الجيل القادم من المبتكرين في المنطقة، باتت الجملة الختامية اللطيفة التي يختتم بها الجميلي حلقات البرنامج مألوفة لدى جمهوره في مختلف أنحاء الوطن العربي، حيث يودعهم بقوله:«مثل ماعلى الحب إلتقينا .... على الود دايماً نلتقي.» ومؤخراً انضم الجميلي للجنة العليا للمشاريع والإرث - الجهة المشرفة على مشاريع كأس العالم 2022 في قطر كرئيس لقسم الإعلام المحلي.

## اقرأ أيضاً
- بركات الوقيان
- أحمد الشقيري